# Kalkumarasto
Kalkumarasto är en kulle i Finland.  Den ligger i Enontekis i landskapet Lappland, i den norra delen av landet, 900 km norr om huvudstaden Helsingfors. Toppen på Kalkumarasto är 483 meter över havet.
Terrängen runt Kalkumarasto är platt.  Trakten runt Kalkumarasto är nära nog obefolkad, med mindre än två invånare per kvadratkilometer. Det finns inga samhällen i närheten. Omgivningarna runt Kalkumarasto är i huvudsak ett öppet busklandskap.